# 武山
武山（たけやま）とは、横須賀市南部に位置する海抜206.1mの山である。三浦半島中央部に位置する三浦丘陵の一角をなす。
標高が低く交通の便も良いため、手軽に登れるハイキングコースが整備され、また、武山不動院境内でもある山頂には展望台と休憩所が設置されている。展望台からは三浦半島が一望でき、天気が良ければ遠くには伊豆大島や伊豆半島、富士山も見える。付近には2千本以上のツツジが植わっており、5月頃見頃を迎える。また山頂には航海安全を祈願する武山不動（龍塚山持経寺武山不動院）が鎮座し、毎年1月28日の「初不動」では多くの参拝者で賑わう。
武山はタカの渡りの通り道になっており、秋にはサシバ、ハチクマなどのタカの渡りを観察する人やカメラマンが展望台に多く集まる。

周辺には郷土富士の一つ「三浦富士」や旧帝国海軍の砲台跡がある通称「砲台山」、麓には「津久井浜観光農園」や「津久井浜海水浴場」があり、自然豊かな観光名所となっている。

## ギャラリー

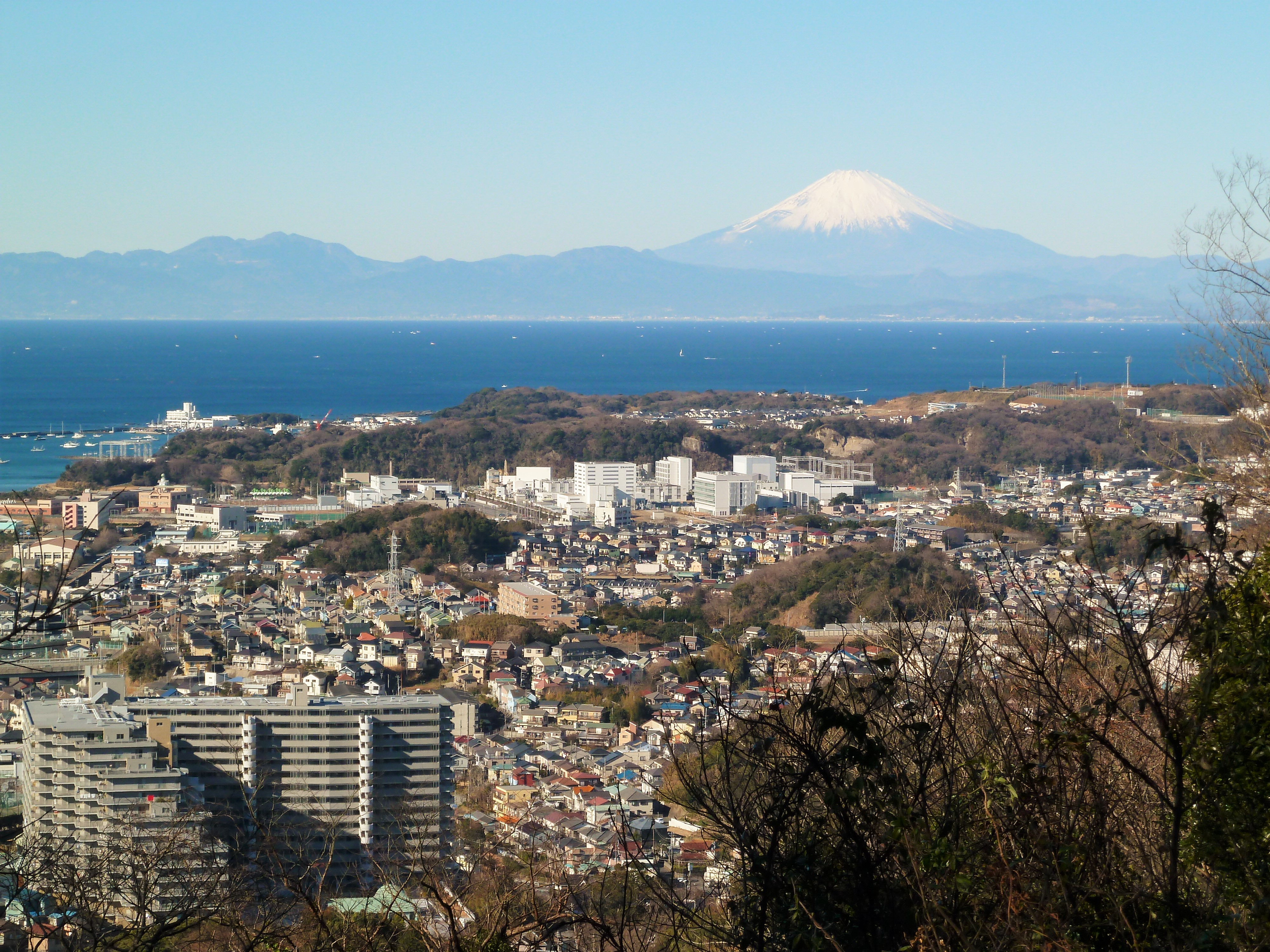
中腹から見た相模湾と箱根山と富士山
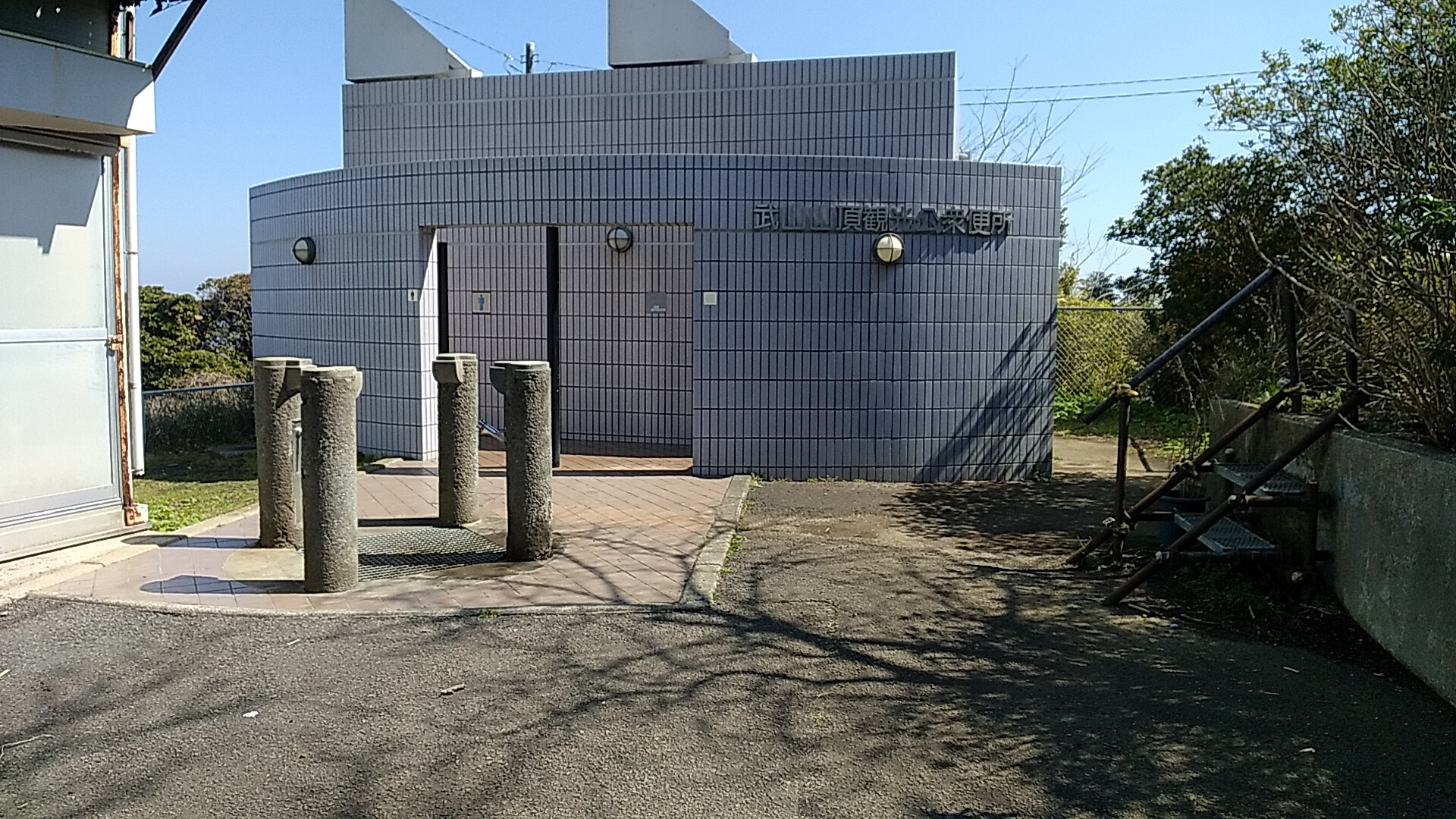
武山山頂観光公衆便所。水洗式、無料。手前は飲料可能な水道水。
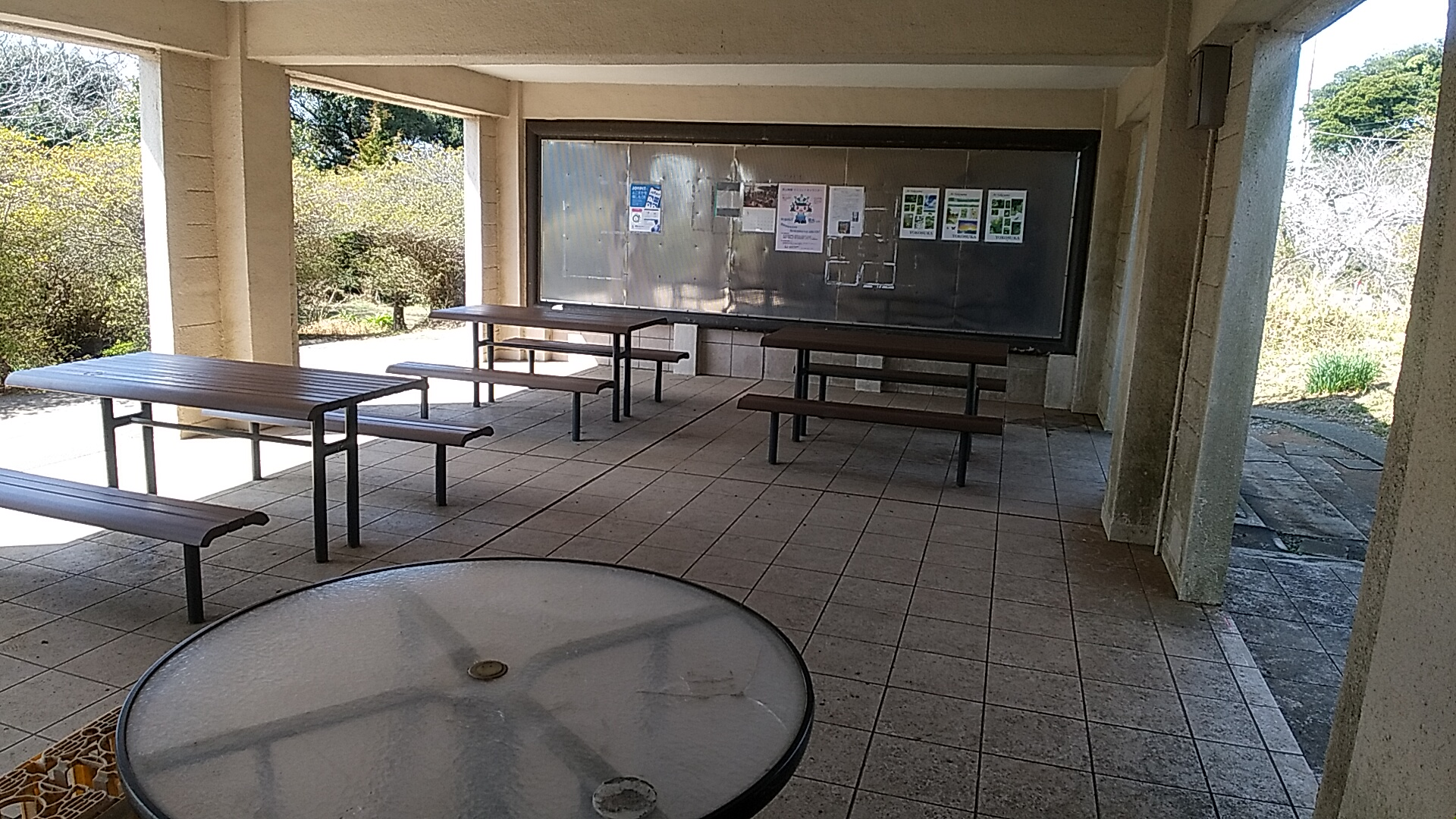
展望休憩所の「AZALEA HOUSE」

## アクセス
南側から登る場合は京急久里浜線津久井浜駅より徒歩60分ほど。西側からは横須賀駅・横須賀中央駅より京急バス線一騎塚バス停下車、徒歩40分ほど。